# Hoa Di
Hoa Di (chữ Hán: 華玘; 1685 – 1719), Ái Tân Giác La, là một Tông thất của nhà Thanh trong lịch sử Trung Quốc.

## Cuộc đời
Hoa Di sinh vào giờ Dậu, ngày 20 tháng 11 (âm lịch) năm Khang Hi thứ 24 (1685), trong gia tộc Ái Tân Giác La. Ông là con trai thứ hai của An Ý Quận vương Mã Nhĩ Hồn, mẹ ông là Kế Phúc tấn Đông Giai thị (佟佳氏). Năm Khang Hi thứ 49 (1710), tháng 2, phụ thân ông qua đời, ông được tập tước An Thân vương đời thứ 4, nhưng An vương phủ không phải thừa kế võng thế, nên ông chỉ được phong làm An Quận vương (安郡王). Năm thứ 58 (1719), ngày 8 tháng 9 (âm lịch), giờ Hợi, ông qua đời, thọ 35 tuổi, được truy thụy An Tiết Quận vương (安節郡王). Sau khi ông qua đời, năm Ung Chính nguyên niên (1723), triều đình truy tội tổ phụ của ông là An Quận vương Nhạc Lạc mà dòng dõi bị dừng thế tập tước vị. Mãi đến năm Càn Long thứ 43 (1778), Càn Long Đế ra chỉ ca ngợi công lao khi khai quốc mà cho An vương phủ tiếp tục truyền đời. Từ đó tước vị sẽ do Kỳ Côn - con trai thứ hai của Tích Quý tập tước.

## Gia quyến
- Đích Phúc tấn: Mã Giai thị (馬佳氏), con gái của Công Nặc Mẫn (公諾敏).
- Thứ Phúc tấn: Vương thị (王氏), con gái của Tát Nhĩ Thái (薩爾泰).
- Con trai: Hằng Luật (恒律; 1711 - 1716), mẹ là Đích Phúc tấn Mã Giai thị. Chết yểu.
- Con thừa tự: Tích Quý (錫貴; 1707 - 1752), là con trai thứ hai của Dĩ Cách Phụng ân Tướng quân Hoa Bân (華彬) - em trai của ông. Năm 1719 được cho làm con thừa tự. Năm 1778 được truy phong làm Phụng ân Phụ quốc công (奉恩輔國公).